# Nothocnide discolor
Nothocnide discolor là loài thực vật có hoa trong họ Tầm ma. Loài này được (C.B. Rob.) Chew mô tả khoa học đầu tiên năm 1969.